# .45-75 Winchester

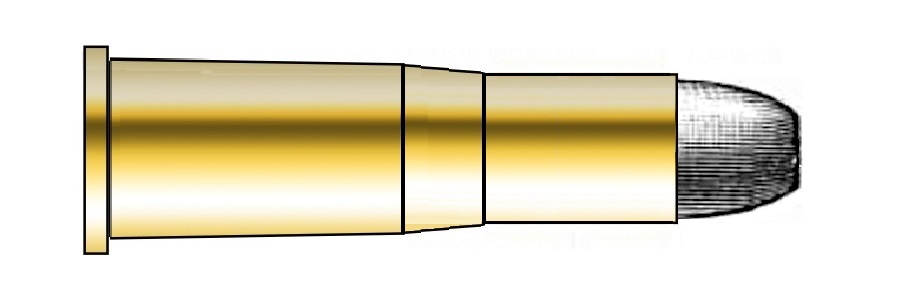
Ilustração do .45-75 Winchester.

O .45-75 Winchester Centenial (ou simplesmente .45-75 WCF) é um cartucho de fogo central para rifle, com aro em formato de "garrafa", projetado para uso em rifles por ação de alavanca pela Winchester Repeating Arms Company em 1876.

## Visão geral
O .45-75 Winchester Centennial foi desenvolvido em 1876 para o novo rifle por ação de alavanca Winchester Model 1876 Centennial. A Winchester apresentou o novo rifle e cartucho na "Centennial Exposition" dos Estados Unidos. O rifle "Model 1876" usava uma versão maior do mecanismo de ação do famoso Winchester Model 1873 para oferecer um rifle de repetição por ação de alavanca usando cartuchos adequados para caça maior.

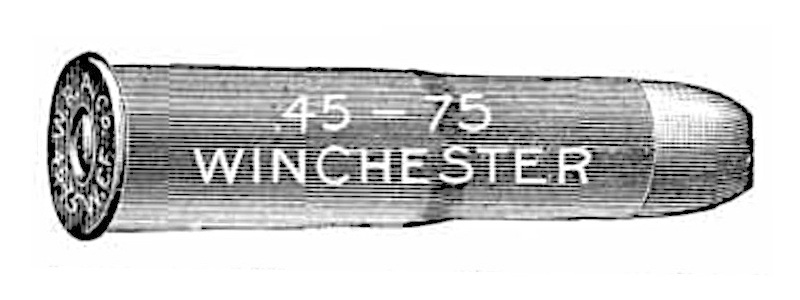
Ilustração do .45-75 Winchester em um anúncio de 1876.

O cartucho e o rifle gozaram de breve popularidade entre os caçadores americanos da "Gilded Age" (1870-1900), incluindo Theodore Roosevelt, e foram incorporados para a "North-West Mounted Police" do Canadá e para os Texas Rangers.

## Descrição e Performance

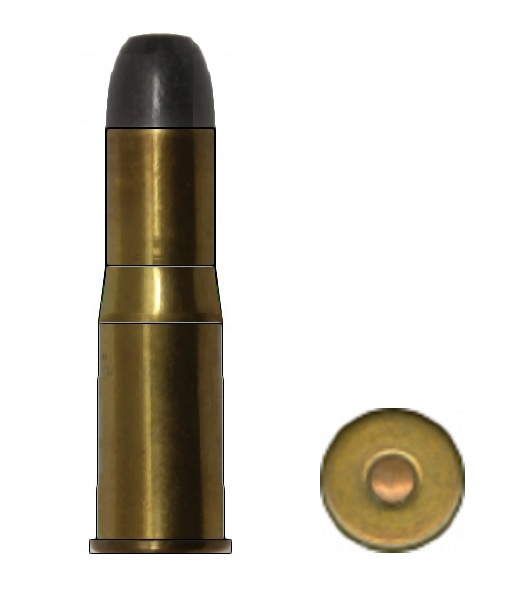
O cartucho .45-75 Winchester.

A nomenclatura da época indicava que o cartucho .45-75 continha uma bala de 0,45 polegadas (11 mm) de diâmetro com 75 grãos (4,9 g) de pólvora. As primeiras embalagens de munição Winchester sugeriam recarregar cartuchos vazios com pólvora de mosquete do governo ou com pólvora "Deadshot Fg" da American Powder Company, com a "Sea Shooting Fg" da Hazard Powder Company, com a " Rifle FFg" da DuPont, com a "Western Sporting Fg" da Oriental Powder Company, com a "Orange Rifle Fg" da Laflin & Rand ou com a "Rifle Powder FFg" da Austin Powder Company. As embalagens também recomendavam balas fundidas de uma liga de uma parte de estanho e dezesseis partes de chumbo e balas lubrificantes com cera japonesa ou sebo.
O .45-75 era mais curto e mais "gordo" do que o cartucho .45-70 Government. Embora o .45-75 fosse nominalmente maior superior que o popular .45-70, a ação do link de alternância fraca com seu transportador de estilo de elevador originalmente projetado para cartuchos de arma de mão limitava a capacidade do rifle Model 1876 de disparar com segurança cargas de alta pressão destinadas a ações mais fortes. No decorrer de uma década, a vantagem do Model 1876 de carregamento mais rápido para tiros subsequentes foi eclipsada pela ação do Winchester Model 1886 mais forte e suave, capaz de lidar com cartuchos mais longos, incluindo os .45-70 com comprimentos variados para balas de 300 e 500 grãos. O rifle por ação de alavanca "Kennedy" fabricado pela Whitney Arms Company também foi equipado para o .45-75. Os cartuchos .45-75 e os igualmente curtos .40-60 Winchester, .45-60 Winchester e .50-95 Winchester Express projetados para o rifle Model 1876 tornaram-se obsoletos quando os caçadores do século XX preferiram carregamentos mais poderosos de pólvora sem fumaça em cartuchos mais longos projetados para rifles mais fortes. A produção dos cartuchos .45-75 pela Winchester terminou durante a Grande Depressão.

## Dimensões

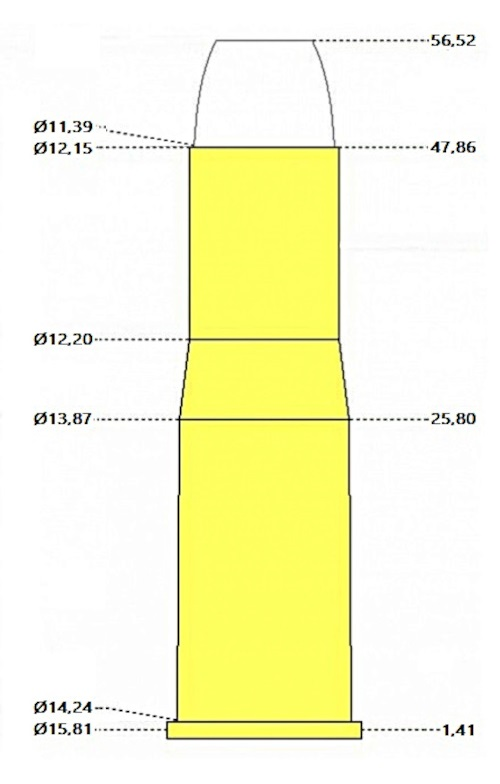